# Smart akkumulatorlader
En smart akkumulatorlader er en akkumulatorlader med mulighed for at kommunikere med den smarte akkumulatorpakkes batteristyresystem (BMS).
Udover de sædvanlige plus og minus terminaler har den smarte akkumulatorlader også f.eks. mellem 2 eller flere terminaler til forbindelse til den smarte akkumulatorpakke  - typisk er minus også anvendt til databus stel. Databus grænseflade eksempler: SMBus, PMBus, CAN-bus, EIA-232, EIA-485, I2C og LIN-bus.
Den smarte akkumulatorladers vigtigste funktion er at kommunikere med akkumulatorpakken. Via kommunikationen får akkumulatorladeren information om hvornår og hvor meget der skal lades.
Der er en standard for hvad en smart akkumulatorlader skal kunne fortolke og denne specifikation kaldet Smart Battery System. Der findes mange andre ad-hoc specifikationer.

## Hardware
Mange halvlederleverandører kan levere chips, som kan gøre det simplere at designe en smart akkumulatorlader.

### Linear Technologies chips
Linear Technologies har f.eks. disse to Smart Battery System kompatible akkumulatorlader controllere LTC4100 og LTC4101.

### Microchip Technology
Microchip Technology har lavet en applikationsnote vedrørende en smart akkumulatorlader baserede på den ældre chip PIC16C73 med tilgængelig kildekode.